# Пермский государственный аграрно-технологический университет
Пе́рмский госуда́рственный агра́рно-технологи́ческий университе́т — высшее учебное заведение города Перми.
Первый аграрный ВУЗ на Урале, выпускающий высококлассных специалистов в сфере АПК. Адрес: город Пермь, улица Петропавловская, 23. Телефон приемной комиссии: 8(342)217-98-17; 8(902)83-59-209.

## История
Первоначально преподавание сельскохозяйственных наук происходило в рамках сельскохозяйственного факультета Пермского государственного университета. Этот факультет был образован 1 июля 1918 года. В 1922 году факультет был переименован в агрономический.
В 1930 году факультет был преобразован в самостоятельный вуз — Уральский сельскохозяйственный институт. Первым его директором стал Ф. А. Бынов.
С 1933 года стал называться Пермский сельскохозяйственный институт, от которого был открыт рабфак в г. Ирбите.
В 1940 году Молотовский сельскохозяйственный институт подчинялся Наркомзему СССР и находился по почтовому адресу: г. Молотов, Коммунистическая улица, д. № 23).
В 1948 году институту было присвоено имя учёного-агрохимика академика Д. Н. Прянишникова — Молотовский сельскохозяйственный институт имени академика Д. Н. Прянишникова.
С 1957 — Пермский сельскохозяйственный институт имени академика Д. Н. Прянишникова.
Статус академии получен вузом в 1995 году и переименован в Пермскую государственную сельскохозяйственную академию имени академика Д. Н. Прянишникова.
Статус университета получен вузом в 2017 году — Пермский государственный аграрно-технологический университет имени академика Д. Н. Прянишникова.

## Факультеты
- Факультет агротехнологий и лесного хозяйства
- Факультет почвоведения, агрохимии, экологии и товароведения
- Факультет ветеринарной медицины и зоотехнии
- Инженерный факультет
- Факультет землеустройства и кадастра и строительных технологий
- Факультет экономики, финансов и информационных технологий
- Факультет заочного обучения.

## Известные выпускники
- Девяткин Николай Андреевич — общественный и политический деятель, председатель Законодательного Собрания Пермского края.